# Palais Alicorni
Le Palazzo Alicorni est un palais Renaissance situé dans le rione Borgo de Rome, important pour des raisons historiques et architecturales. Initialement situé à quelques mètres de la colonnade de Gian Lorenzo Bernini sur la place Saint-Pierre, il a été démoli en 1930 lors des travaux de définition de la frontière du nouvel État du Vatican et reconstruit à quelques centaines de mètres à l'est. Selon une analyse stylistique, le projet a été identifié comme étant de Giovanni Mangone, un architecte lombard actif à Rome au XVIe siècle.

## Emplacement
Actuellement, le palais est situé via Borgo Santo Spirito, numéro 78, avec la façade principale face au Palazzo del Commendatore, qui fait partie du complexe hospitalier de Santo Spirito a Sassia. À l'ouest, la Via Scossacavalli sépare le Palazzo Alcorni du Palazzo dei Penitenzieri, un autre édifice de la Renaissance remarquable. À l'est, le bâtiment est délimité par la Via dell'Ospedale.

## Histoire
Les Alicorni, une famille albanaise, ont fui leur pays sous le règne du pape Pie II (1458-1644) en raison de l'avancée de l'Empire ottoman,. Ils s'installent d'abord à Milan, puis à Padoue, à Forlì et enfin à Rome. Par la suite, la famille s'est rapidement développée dans la société romaine, en partie à cause de plusieurs mariages avec des membres de familles nobles italiennes ; parmi eux, les Trivulzio et Pusterla de Milan et les Capranica de Rome.
Messer Traiano (également orthographié "Trajano") Alicorni, conservateur (l'un des trois conseillers) de la ville et cousin cameriere du pape, a commandé la construction de son palais à Borgo au début du XVIe siècle,,. Le palais avait à l'origine sa façade principale le long de via Borgo Vecchio. Deux auberges, respectivement Locanda del Leopardo et Locanda dell'Inferno, ont dû être démolies pour faire place au nouveau bâtiment,.
Jusqu'en 1850, le palais était le siège de la "Guardia Civica" (qui la même année a fusionné avec une autre milice pour former la Garde Palatine) et, pour cette raison, il a été appelé "Palazzo della Gran Guardia",,. En 1860, d'autres bâtiments ont été construits à proximité du palais, intégrant la voie postérieure et isolant le palais. Le plan directeur romain de 1882 prédétermina la démolition du palais. Cependant, la Commune de Rome a acheté le bâtiment en 1888 et a commencé à l'utiliser comme école primaire.
En 1928, le gouverneur de Rome a demandé à l'architecte Adolfo Pernier de restaurer le bâtiment, peint en jaune pour commémorer l'Année Sainte de 1925. L'architecte, après des recherches approfondies, a restauré le palais dans son état d'origine du XVIe siècle, supprimant tous les ajouts ultérieurs, y compris un balcon le long de la Via del Sant'Uffizio. Seulement trois ans plus tard, après la signature du traité du Latran, le bâtiment a dû être démoli lors des activités de définition des frontières entre le royaume d'Italie et le nouvel État du Vatican. Malgré cela, le Palazzo Alicorni a été reconstruit en 1938 par les architectes Attilio Spaccarelli et Marcello Piacentini (les concepteurs de la Via della Conciliazione) le long de Borgo Santo Spirito, presque en face du Palazzo del Commendatore.
Après la fin de la Seconde Guerre mondiale, le palais a accueilli le siège de "Confcooperative" (l'union des coopératives catholiques italiennes), puis pendant de nombreuses années a été un hôtel appelé "Hotel Pensione Alicorni". En 2015, le bâtiment abritait l'UCID ("Unione Cristiana Imprenditori Dirigenti"), une association d'entrepreneurs catholiques.

## Description
Le bâtiment d'origine a été documenté sur des photos de 1927 et ils révèlent l'état du palais avant la restauration de Pernier. Ils ont été pris par Istituto Luce, l'agence de publicité fondée par Benito Mussolini. Le bâtiment avait deux étages et une façade principale — d'abord à Borgo Vecchio et, après 1667, à Piazza Rusticucci — avec cinq fenêtres et un portail rustique. La façade était caractérisée par des barres inclinées avec une puissante rustication. Les fenêtres du rez-de-chaussée ressemblaient à celles du Palazzo Massimo di Pirro (ou Palazzo di Angelo Massimo) du rione Parione, construit en même temps.

## Images

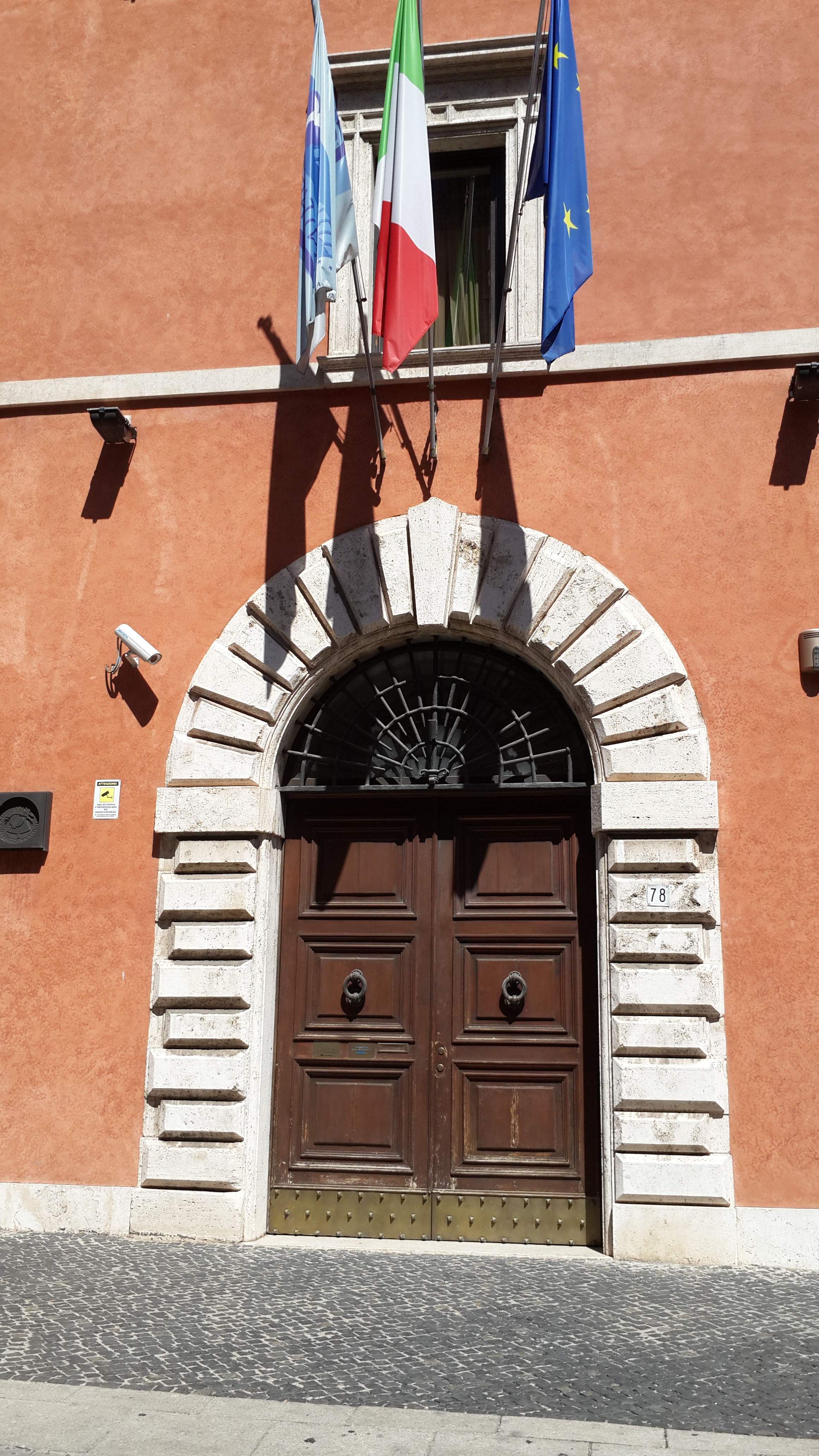
Portail rustique du palais.
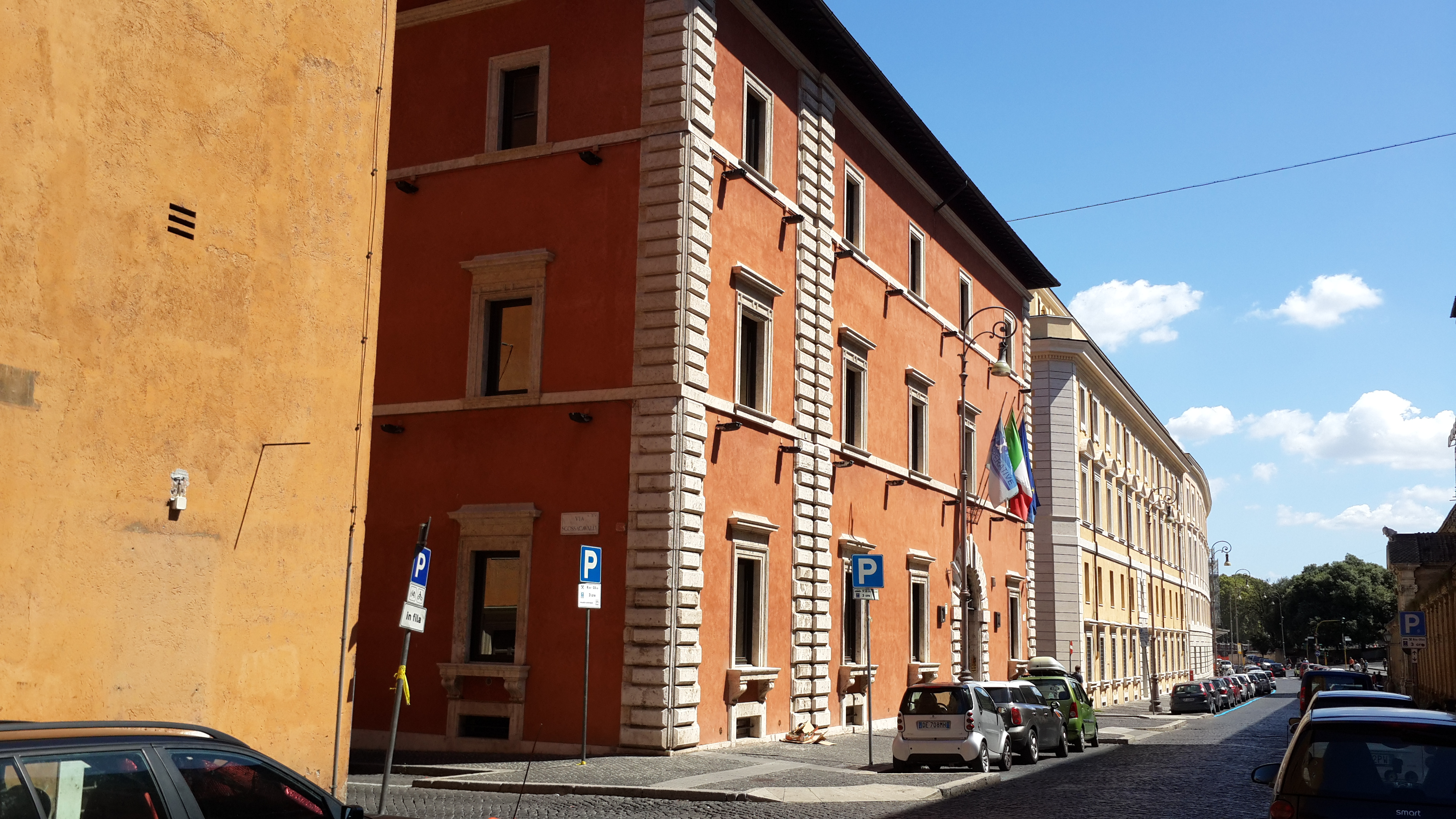
Façade du palais via Borgo Santo Spirito .
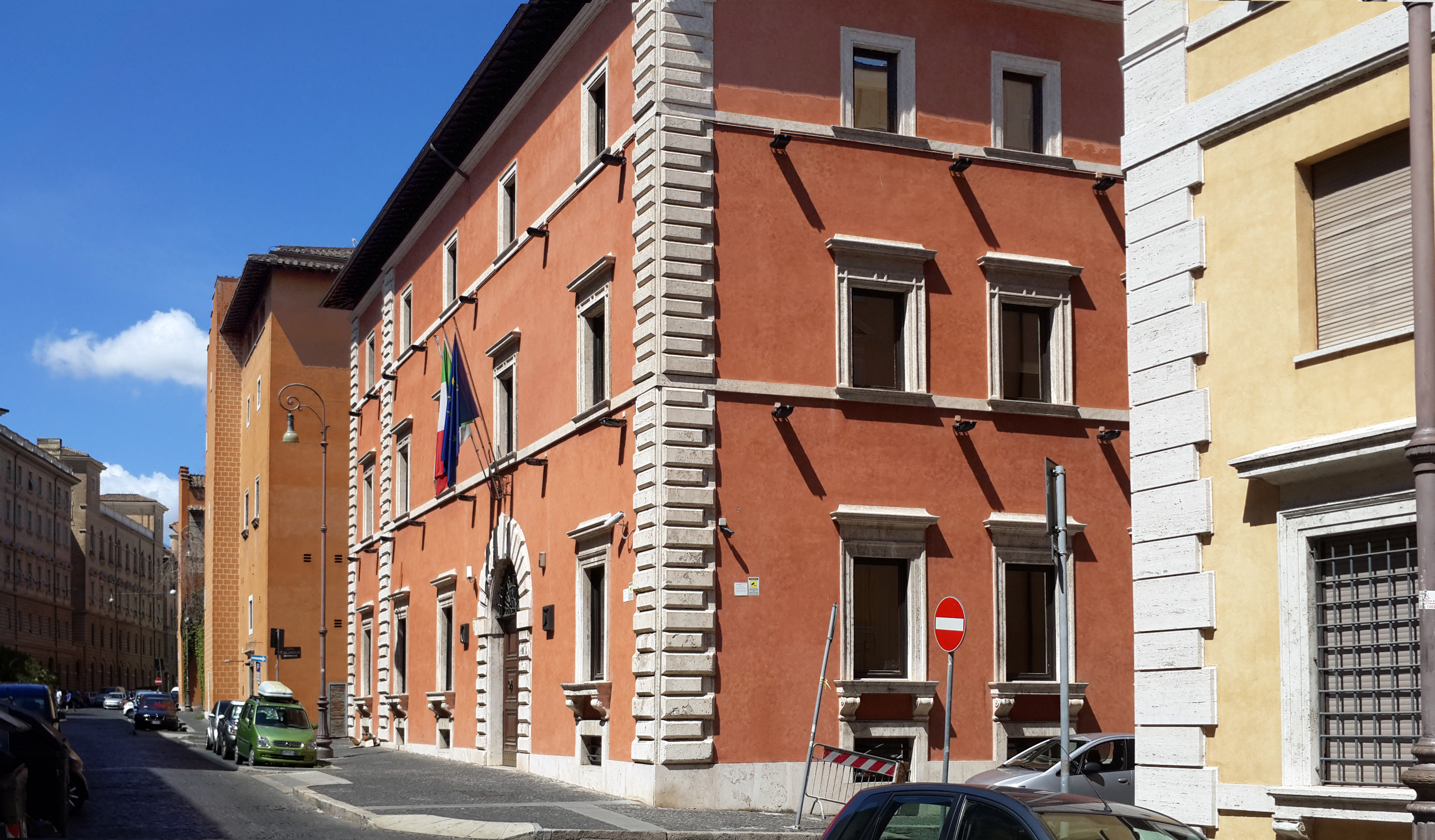
Une autre vue du palais.
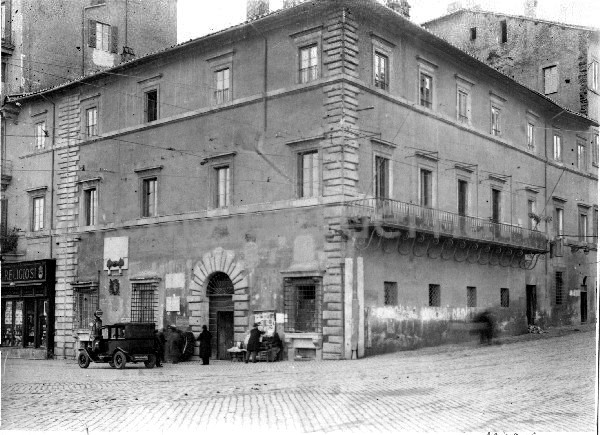
Une des photographies de 1927 montrant le palais à son emplacement d'origine, avant la rénovation et la démolition.